# Oktawia Nowacka
Oktawia Maria Nowacka (* 2. Januar 1991 in Starogard Gdański) ist eine polnische Pentathletin.

## Karriere
Oktawia Nowacka gab bei den Spielen 2016 in Rio de Janeiro ihre Olympiadebüt und gewann sogleich hinter Chloe Esposito und Élodie Clouvel die Bronzemedaille.
Bei Weltmeisterschaften gewann sie 2014 Bronze in der gemischten Staffel, 2015 kam eine weitere Bronzemedaille in der Staffel  hinzu. Mit der Mannschaft gelang ihr 2015 gleichzeitig der Titelgewinn.